# Charles Konan Banny

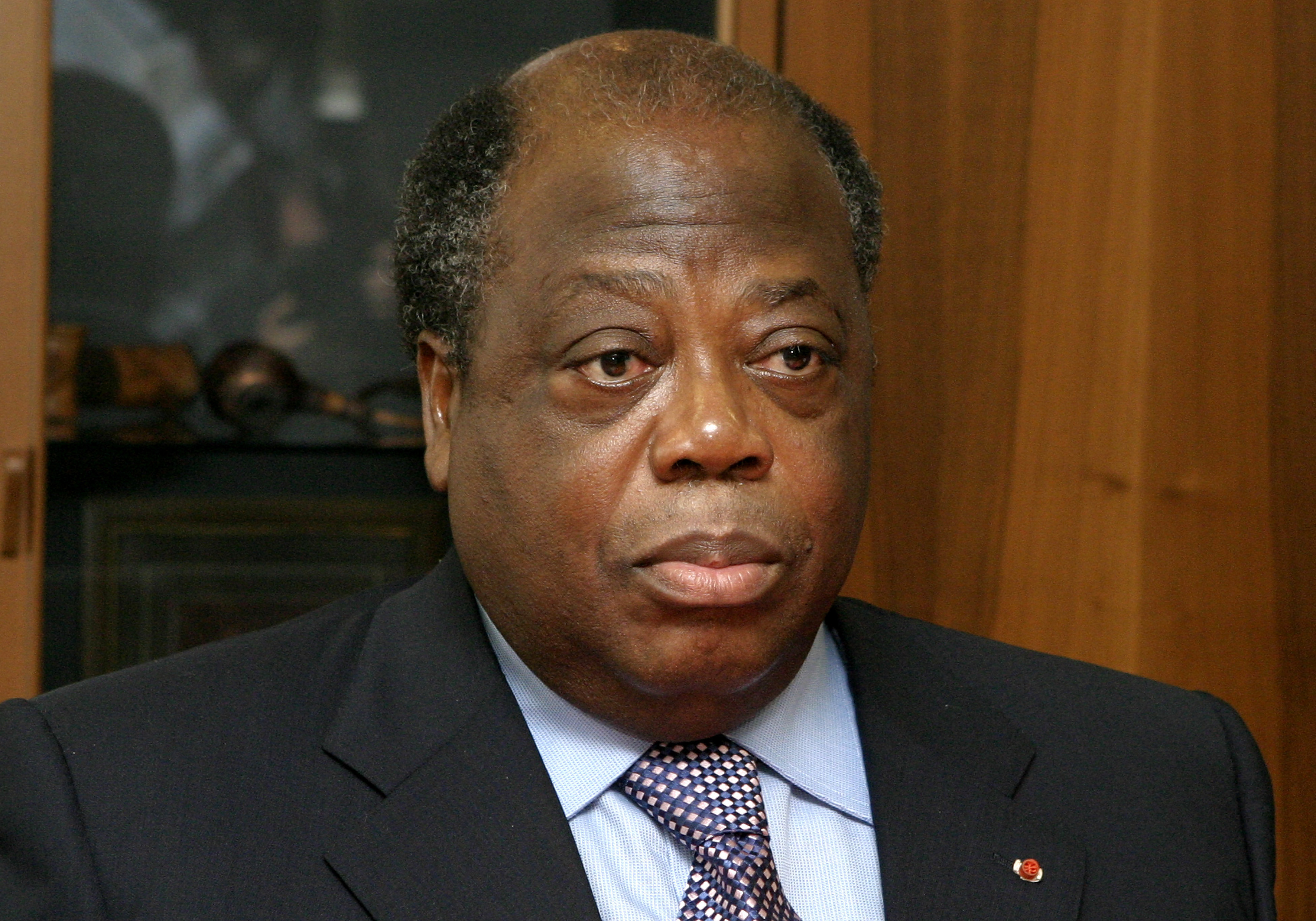
Charles Konan Banny

Charles Konan Banny (* 11. November 1942 in Divo; † 10. September 2021 in Paris) war ein ivorischer Politiker und von Dezember 2005 bis April 2007 Premierminister der Elfenbeinküste.

## Berufliche Laufbahn
Er studierte in Frankreich und machte 1968 seinen Abschluss in Wirtschaftswissenschaften an der École Supérieure des Sciences Economiques et Commerciales de Paris (ESSEC). Seit 1970 arbeitete er für die l'Organisation InterAfricaine du Café (OIAC). 1976 ging er zur Zentralbank (BCEAO) der Westafrikanischen Wirtschafts- und Währungsunion mit Sitz in Dakar. 1986 wurde er Gouverneur der BCEAO für die Elfenbeinküste und übernahm 1990 ihre Leitung. Zwischen 1986 und 1988 war er dazu für die Weltbank tätig.

## Politische Laufbahn
Unter Vermittlung der Afrikanischen Union einigten sich die Bürgerkriegsparteien auf ihn als Nachfolger des seit Februar 2003 amtierenden Premierministers Seydou Diarra. Nach seiner Ernennung durch den seit Ende 2000 amtierenden Präsidenten Laurent Gbagbo trat er sein Amt am 7. Dezember 2005 an.
Die Resolution 1633 des Weltsicherheitsrates gab ihm die Autorität, über die Zusammenstellung des Kabinetts alleine zu entscheiden und verpflichtete ihn, den internationalen Vermittlern über seine Arbeit zu berichten. Die Vermittler waren die Präsidenten von Südafrika, Thabo Mbeki, Olusegun Obasanjo aus Nigeria und Mamadou Tandja aus Niger.
Seiner Übergangsregierung gehörten Vertreter aller wichtigen politischen Gruppen an. Innerhalb von zehn Monaten sollte die neue Regierung Präsidentschaftswahlen organisieren, die Milizen der Konfliktparteien entwaffnen und die Teilung des Landes in den von der Regierung kontrollierten Süden und den von Rebellen gehaltenen Norden überwinden. Banny selber durfte bei den Präsidentschaftswahlen nicht kandidieren. Ende Dezember trat das nach mehrwöchigen Verhandlungen gebildete 32-köpfige Kabinett erstmals zusammen.
Infolge eines Giftmüllskandals in Abidjan, der mindestens 1.500 Erkrankungen und drei Todesopfer forderte, erklärte die Übergangsregierung am 6. September geschlossen ihren Rücktritt. Präsident Gbagbo beauftragte aber Banny mit der Bildung eines neuen Kabinetts.
Im September 2011 wurde er als Leiter der Wahrheits- und Versöhnungskommission, die die Vorgänge während der Regierungskrise 2010/2011 untersuchen soll, angelobt.
Im September 2021 wurde Konan Banny aus gesundheitlichen Gründen nach Europa evakuiert. Er starb dort im Alter von 78 Jahren an einer COVID-19-Erkrankung.